# Pinzolo
Pinzolo és un municipi italià, dins de la província de Trento. L'any 2007 tenia 3.061 habitants. Limita amb els municipis de Caderzone, Carisolo, Commezzadura, Dimaro, Giustino, Mezzana, Ossana, Pellizzano, Ragoli i Stenico.

## Administració
| Període | Identitat      | Partit        |
| ------- | -------------- | ------------- |
| 2005-   | William Bonomi | Llista cívica |